# Pasmo Babicy

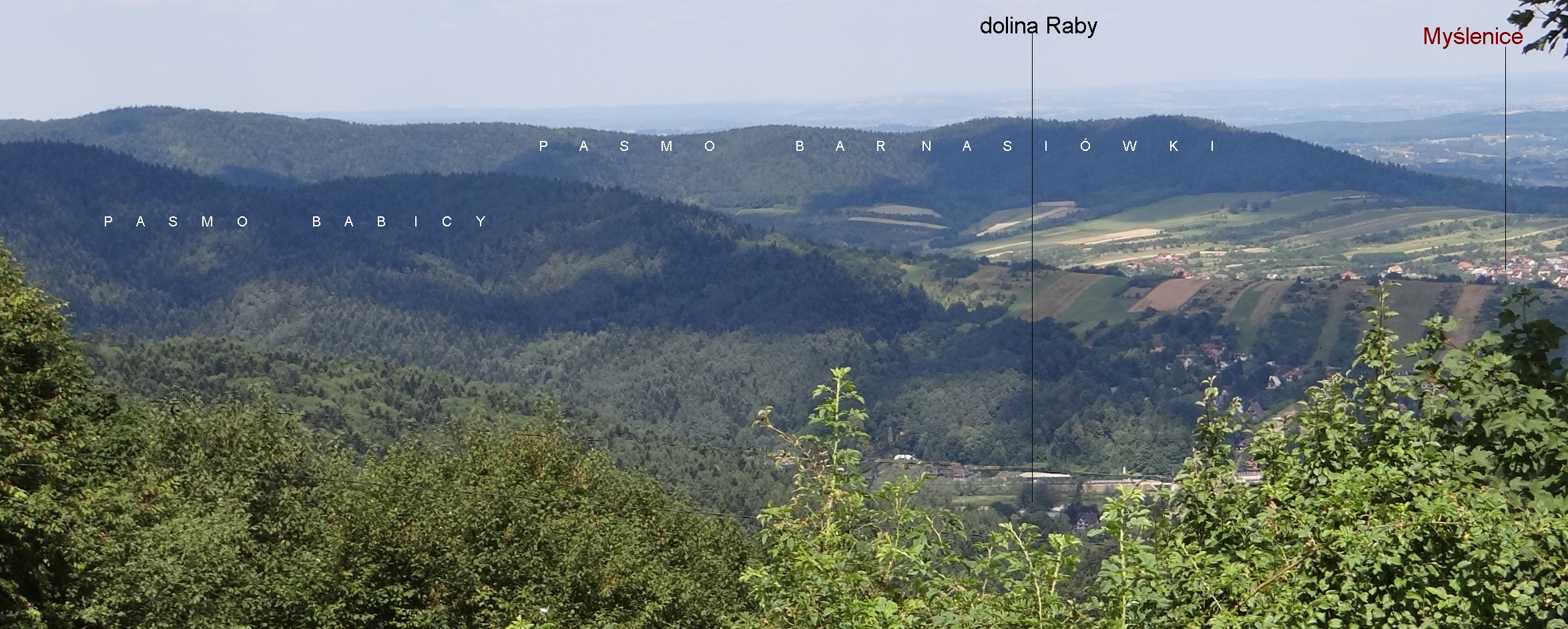
Widok z góry Chełm na Pasmo Barnasiówki i wschodnią część Pasma Babicy

Pasmo Babicy – najdalej na północ wysunięte pasmo wzniesień Beskidu Makowskiego. Najwyższym szczytem jest Babica (728 m).
Pasmo Babicy ciągnie się od ujścia Jachówki do Paleczki w Budzowie w kierunku północno-wschodnim, niemal aż do ujścia Bysinki do Raby w Myślenicach. Jest silnie wydłużone i dobrze oddzielone od sąsiednich pasm dolinami potoków. Od południowo-wschodniej strony są to płynące w przeciwne strony potoki Trzebuńka i Jachówka, od północno-zachodniej również płynące w przeciwnych kierunkach potoki Paleczka i Gościbia oraz Bysinka. Potoki po tej samej stronie pasma płyną w przeciwnych kierunkach, gdyż w poprzek przez Pasmo Babicy, generalnie południkowo, biegnie dział wodny między dorzeczami Raby i Skawy: Bysinka i Trzebuńka należą do dorzecza Raby, natomiast Paleczka, Jachówka i Gościbia – do dorzecza Skawy. Dział ten biegnie od Przełęczy Sanguszki po Przełęcz Szklarską. Przełęcze te są jedynym lądowym połączeniem Pasma Babicy z sąsiednimi terenami, poza tym z wszystkich stron otoczone jest ono potokami i rzekami.
Pasmo Babicy ma wyrównany grzbiet i mało wybitne szczyty. Większe z nich, w kierunku od zachodu na wschód to: Bucznik (634 m), Jachowska Góra (642 m), Krowia Góra (617 m), Kijówka (615 m), Szklana Góra (576 m), Babica (728 m), Kamienna (551 m), Trzebuńska Góra (625 m), Sularzowa (617 m), Dział (616 m), Nychówka (511 m), Plebańska Góra (540 m).
Dolne partie stoków Pasma Babicy są bezleśne, zajęte przez pola uprawne i zabudowania miejscowości rozłożonych w dolinie potoków oddzielających to pasmo od sąsiednich pasm. Grzbiet jest porośnięty lasem, ale i tutaj zdarzają się widokowe polany, z których roztaczają się panoramy widokowe. To pozostałości dawnych pól uprawnych i pastwisk, obecnie już nieużytkowane rolniczo i stopniowo zarastające lasem. W lesach tych znajdują się dwa obiekty chronione: duży rezerwat przyrody Las Gościbia i dwa liczące sobie po około 700 lat cisy, zwane Cisami Raciborskiego, będące pomnikami przyrody.
Grzbietem Pasma Babicy z miejscowości Palcza do Myślenic prowadzi znakowany czerwono szlak turystyczny. W okolicach Działu dołącza do niego zielony szlak z sąsiedniego Pasma Koskowej Góry, tutaj kończący swój bieg.
Szlaki turystyczne
 Palcza – Pasmo Babicy – Myślenice
 odcinek: Trzebunia – skrzyżowanie z czerwonym szlakiem na Paśmie Babicy